# Niphargobates lefkodemonaki
Niphargobates lefkodemonaki је животињска врста класе Crustacea која припада реду Amphipoda и фамилији Niphargidae. 

## Угроженост
Ова врста се сматра рањивом у погледу угрожености врсте од изумирања.

## Распрострањење
Грчка је једино познато природно станиште врсте.

## Станиште
Станиште врсте су слатководна подручја.